# Christina Milian
Christina Milian (Jersey City, 26 september 1981) is een Amerikaanse zangeres, songwriter en actrice. Milian groeide op in de stad Waldorf, Maryland. Haar ouders zijn beiden afkomstig uit Cuba. Ze is zangeres op het gebied van pop- en R&B-muziek, en ze scoorde verschillende hits, waaronder "AM to PM" in 2001 en "Dip It Low" in 2004. Ook speelde ze rollen in een aantal bekende Amerikaanse televisieseries zoals Clueless en Charmed. Ze was in de film A Bug’s Life te horen als een van de karakters. In de film Be Cool speelt ze een van de hoofdrollen. Tevens heeft ze de titelsong van 'Kim Possible' ingezongen.
Vanaf augustus 2017 leeft zij samen met de Franse zanger M. Pokora, met wie zij twee kinderen heeft.

## Discografie

### Singles
| Jaar | Single                             | Posities         | Posities            | Posities  | Posities | Posities  | Posities  | Posities  | Posities | Album            |
| Jaar | Single                             | Verenigde Staten | Verenigd Koninkrijk | Australië | Canada   | Duitsland | Frankrijk | Nederland | Ierland  | Album            |
| ---- | ---------------------------------- | ---------------- | ------------------- | --------- | -------- | --------- | --------- | --------- | -------- | ---------------- |
| 2000 | "Between Me And You" (met Ja Rule) | 11               | 26                  | —         | 8        | —         | —         | —         | —        | Rule 3:36        |
| 2001 | "AM to PM"                         | 27               | 3                   | 25        | 1        | 59        | —         | 10        | 6        | Christina Milian |
| 2002 | "When You Look at Me"              | —                | 3                   | 7         | 14       | 13        | —         | 3         | 5        | Christina Milian |
| 2002 | "Get Away"                         | —                | —                   | —         | —        | —         | —         | —         | —        | Christina Milian |
| 2002 | "It's All Gravy" (met Romeo)       | —                | 9                   | —         | 63       | —         | —         | —         | —        | Solid Love       |
| 2004 | "Dip It Low"                       | 5                | 2                   | 31        | 1        | 17        | 31        | 6         | 11       | It's About Time  |
| 2004 | "Whatever U Want"                  | 100              | 9                   | —         | 26       | 51        | —         | 16        | 16       | It's About Time  |
| 2006 | "Say I"                            | 21               | 4                   | 45        | —        | 38        | —         | —         | 15       | So Amazin'       |
| 2006 | "Gonna Tell Everybody"             | —                | —                   | —         | —        | —         | —         | —         | —        | So Amazin'       |

### Albums
- Christina Milian (2001)

 #23 (Verenigd Koninkrijk), #51 (Duitsland), #98 (Tsjechië)
- It's About Time (2004)

 #14 (Verenigde Staten), #21 (Verenigd Koninkrijk), #35 (Tsjechië)
- So Amazin' (2006)

 #9 (Japan), #11 (Verenigde Staten), #55 (Tsjechië, Zwitserland), #67 (Verenigd Koninkrijk), #123 (Frankrijk)
- Best Of (2006)

 #104 (Japan)

### Video's
- Between Me & U (Ja Rule met Christina Milian)
- AM to PM
- When You Look At Me
- Get Away (met Ja Rule)
- Dip It Low
- Dip It Low (Remix) (met Shawnna)
- Whatever U Want (met Joe Budden)
- Say I (met Young Jeezy)
- Gonna Tell Everybody (Release video geannuleerd)
- Us Against the World

## Hitnoteringen Nederland & Vlaanderen

### Albums
| Album met eventuele hitnotering(en) in de Nederlandse Album Top 100 | Datum van verschijnen | Datum van binnenkomst | Hoogste positie | Aantal weken | Opmerkingen |
| ------------------------------------------------------------------- | --------------------- | --------------------- | --------------- | ------------ | ----------- |
| Christina Milian                                                    | 2002                  | 08-06-2002            | 36              | 11           |             |
| It's about me                                                       | 2004                  | 29-05-2004            | 66              | 7            |             |

### Singles
| Single met eventuele hitnotering(en) in de Nederlandse Top 40 | Datum van verschijnen | Datum van binnenkomst | Hoogste positie | Aantal weken | Opmerkingen                                   |
| ------------------------------------------------------------- | --------------------- | --------------------- | --------------- | ------------ | --------------------------------------------- |
| Between me and you                                            | 2001                  | 07-04-2001            | tip2            | -            | met Ja Rule / Nr. 48 in de Single Top 100     |
| AM to PM                                                      | 2001                  | 17-11-2001            | 6               | 12           | Nr. 8 in de Single Top 100 / Alarmschijf      |
| When you look at me                                           | 2002                  | 11-05-2002            | 3               | 14           | Nr. 3 in de Single Top 100                    |
| Dip it low                                                    | 2004                  | 01-05-2004            | 6               | 13           | Nr. 7 in de Single Top 100                    |
| Whatever u want                                               | 2004                  | 18-09-2004            | 16              | 6            | met Joe Budden / Nr. 20 in de Single Top 100  |
| Say I                                                         | 2006                  | 20-05-2006            | tip3            | -            | met Young Jeezy / Nr. 74 in de Single Top 100 |

| Single met hitnotering(en) in de Vlaamse Ultratop 50 | Datum van verschijnen | Datum van binnenkomst | Hoogste positie | Aantal weken | Opmerkingen                                  |
| ---------------------------------------------------- | --------------------- | --------------------- | --------------- | ------------ | -------------------------------------------- |
| AM to PM                                             | 2001                  | 12-01-2002            | 9               | 15           | Nr. 8 in de Radio 2 Top 30                   |
| When you look at me                                  | 2002                  | 01-06-2002            | 7               | 13           | Nr. 3 in de Radio 2 Top 30                   |
| Dip it low                                           | 2004                  | 05-06-2004            | 23              | 10           | Nr. 19 in de Radio 2 Top 30                  |
| Whatever u want                                      | 2004                  | 23-10-2004            | 30              | 5            | met Joe Budden / Nr. 23 in de Radio 2 Top 30 |
| Say I                                                | 2006                  | 03-06-2006            | 43              | 2            | met Young Jeezy                              |

## Filmografie
- A Bug's Life (1998)
- Clip's Place (1998)
- The Wood (1999)
- Durango Kids (1999)
- American Pie (1999)
- Love Don't Cost a Thing (2003)
- Torque (2004)
- Man Of The House (2005)
- Be Cool (2005)
- Pulse (2006)
- Snowglobe (2007)
- Need for Speed: Undercover (2008)
- Bring It On: Fight To The Finish (2009)
- Ghosts of Girlfriends Past (2009)
- Christmas Cupid (2010)
- Bagage Claim (2013)
- A Snow Globe Christmas (2013)
- Falling Inn Love (2019)
- The Oat (2019)
- Resort to Love (2021)
- Meet me next Christmas (2024)